# Contee della Pennsylvania

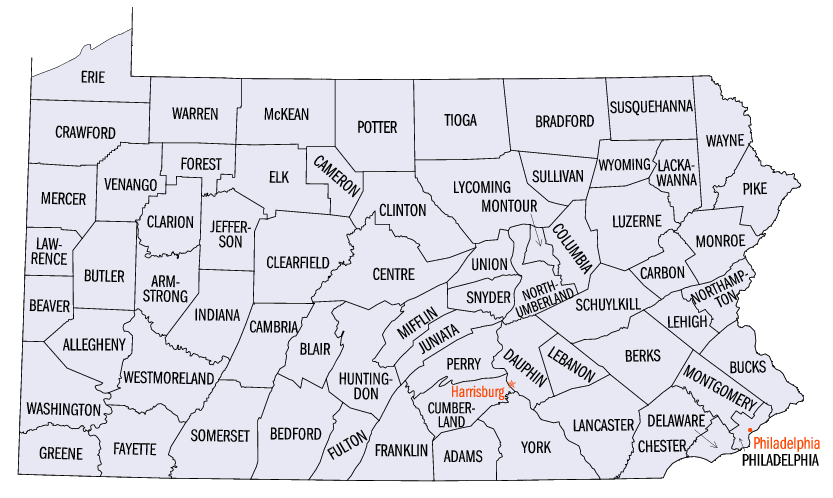
Contee della Pennsylvania

La Pennsylvania è suddivisa nelle seguenti 67 contee, a loro volta comprendenti 2.563 comuni.
Le contee sono gestite in 66 casi da un Consiglio di contea, un tesoriere, uno sceriffo, e un controllore, tutti eletti dal popolo. La contea di Filadelfia invece è solo una ripartizione giudiziaria statale, tutte le sue funzioni amministrative essendo esercitate dal sindaco della Città di Filadelfia.
- Adams
- Allegheny
- Armstrong
- Beaver
- Bedford
- Berks
- Blair
- Bradford
- Bucks
- Butler
- Cambria
- Cameron
- Carbon
- Centre
- Chester
- Clarion
- Clearfield
- Clinton
- Columbia
- Crawford
- Cumberland
- Dauphin
- Delaware
- Elk
- Erie
- Fayette
- Filadelfia
- Forest
- Franklin
- Fulton
- Greene
- Huntingdon
- Indiana
- Jefferson
- Juniata
- Lackawanna
- Lancaster
- Lawrence
- Lebanon
- Lehigh
- Luzerne
- Lycoming
- McKean
- Mercer
- Mifflin
- Monroe
- Montgomery
- Montour
- Northampton
- Northumberland
- Perry
- Pike
- Potter
- Schuylkill
- Snyder
- Somerset
- Sullivan
- Susquehanna
- Tioga
- Union
- Venango
- Warren
- Washington
- Wayne
- Westmoreland
- Wyoming
- York